# Gaslit (телесеріал)
«Gaslit» — американський телесеріал, політичний трилер, заснований на першому сезоні подкасту «Повільне горіння» (Slow Burn) Леона Нейфаха. Ролі виконують відомі актори Джулія Робертс, Шон Пенн та інші.

## Сюжет
Серіал розповідає про події навколо Вотергейтського скандалу та зосереджується на кількох маловідомих історій, зокрема про підлеглих президента Річарда Ніксона, божевільних фанатиків і викривачів, які в кінцевому підсумку призведуть до краху всього підприємства. У центрі сюжету — Марта Мітчелл, відома світська левиця, дружина лояльного Ніксону генерального прокурора Джона Мітчелла. Незважаючи на свою партійну приналежність, вона стала першою, хто публічно заявив про причетність президента до справи «Вотергейта», що спричинило гучні наслідки. Генеральний прокурор Мітчелл змушений обирати між Мартою і президентом.

## У ролях

### Головні
- Джулія Робертс — Марта Мітчелл, дружина генерального прокурора США, відома відвертими коментарями дій адміністрації президента.
- Шон Пенн — Джон Ньютон Мітчелл, колишній генеральний прокурор, голова виборчого штабу Ніксона, за підсумками слідства засуджений до 19 місяців тюрми.
- Ден Стівенс — Джон Дін, колишній радник Білого дому, адвокат, ключовий свідок обвинувачення.
- Бетті Ґілпін — Мо Дін
- Шей Віґем — Джордж Лідді, агент ФБР, засуджений на 52 місяці ув'язнення за незаконне прослуховування телефонних розмов у готелі «Вотергейт».

### Другорядні
- Еллісон Толман — Вінні Маклендон
- Кріс Бауер — Джеймс МакКорд
- Карлос Вальдес — агент Пол Магалланес
- Геміш Лінклатер — Джеб Магрудер
- Джон Керролл Лінч — Л. Патрік Грей
- Енн Дудек — Діана Овейс
- Джим Мескімен — сенатор Едвард Герні
- Рід Даймонд — Марк Фелт
- Кет Фостер — Барбара Волтерс
- Александар Філімонович — Золтон
- Марін Айрленд — Джуді Хобак Міллер
- Вірджинія Гарднер — Шерон

## Виробництво
Політичний трилер від Universal Content Productions анонсований у лютому 2020 року.